# Вальсамоджа
Вальсамоджа (итал. Valsamoggia) — коммуна в Италии в области Эмилия-Романья, подчиняется административному центру Болонья.
Население на 31.12.2019 года составляло 31498 человек, плотность населения составляет 180 чел./км². Высота – 93 м. Занимает площадь 178,13 км². Почтовый индекс — 40053. Телефонный код — 051.

## География
Вальсамоджа расположена в 21 км к западу от административного центра города Болонья, на границе с провинцией Модена и в около 320 км к северу от Рима. Окрестности представляют, в основном, холмистую территорию, плоскую только на севере, густонасёленную и простираются вдоль течения реки Самоджа, притока р. Рено.

## История
Создана 1 января 2014 года путём объединения коммун Бадзано, Кастелло-ди-Серравале, Креспеллано, Монтевельо, Савиньо.
В Вальсамоджи имеются четыре железнодорожных станции на железной дороге Болонья-Виньола.
Здесь проводится однодневная шоссейная велогонка Гран-при Бруно Бегелли.
11 октября проходит ежегодный фестиваль. Покровитель – Сан Джованни XXIII.

## Галерея

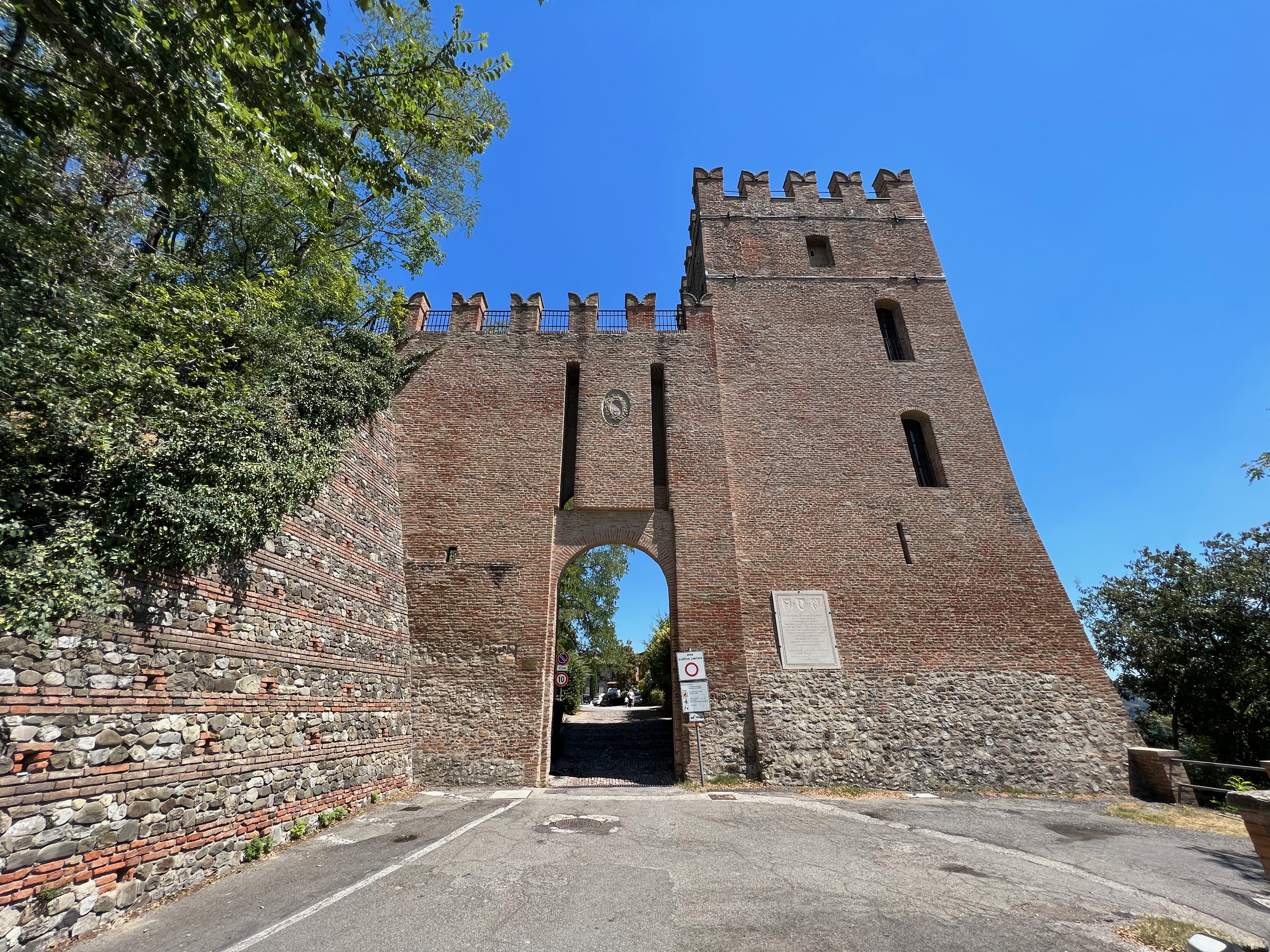
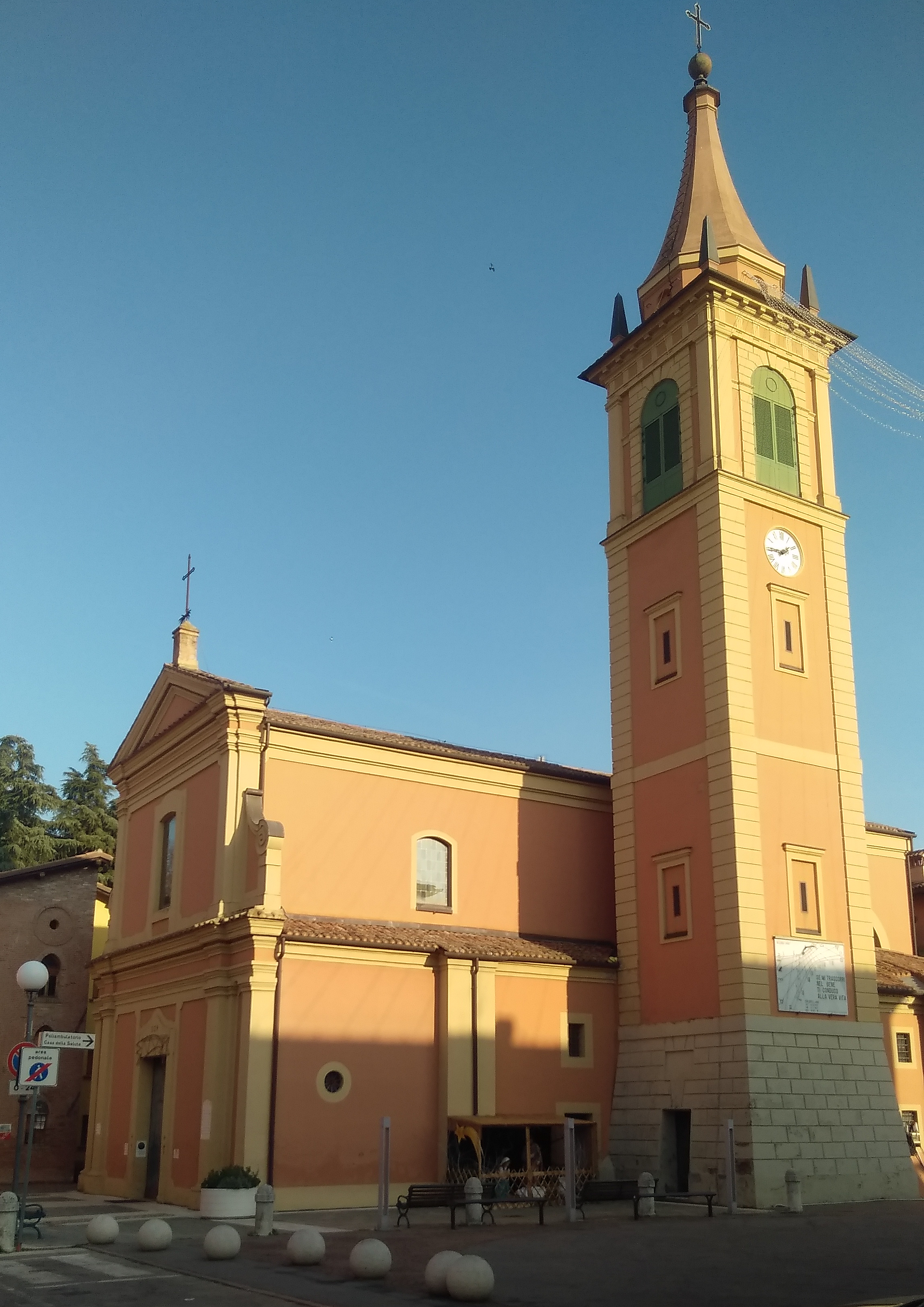
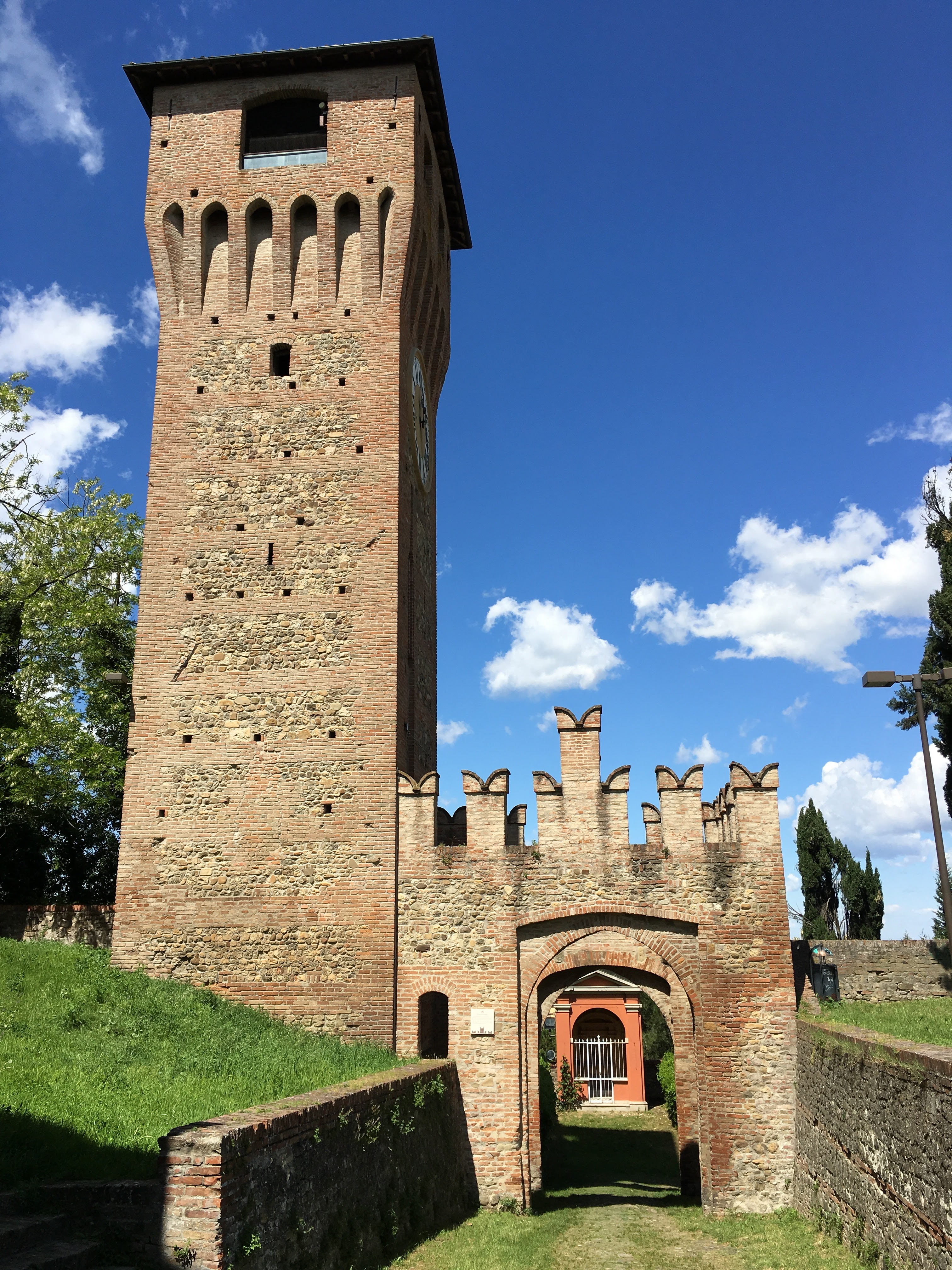
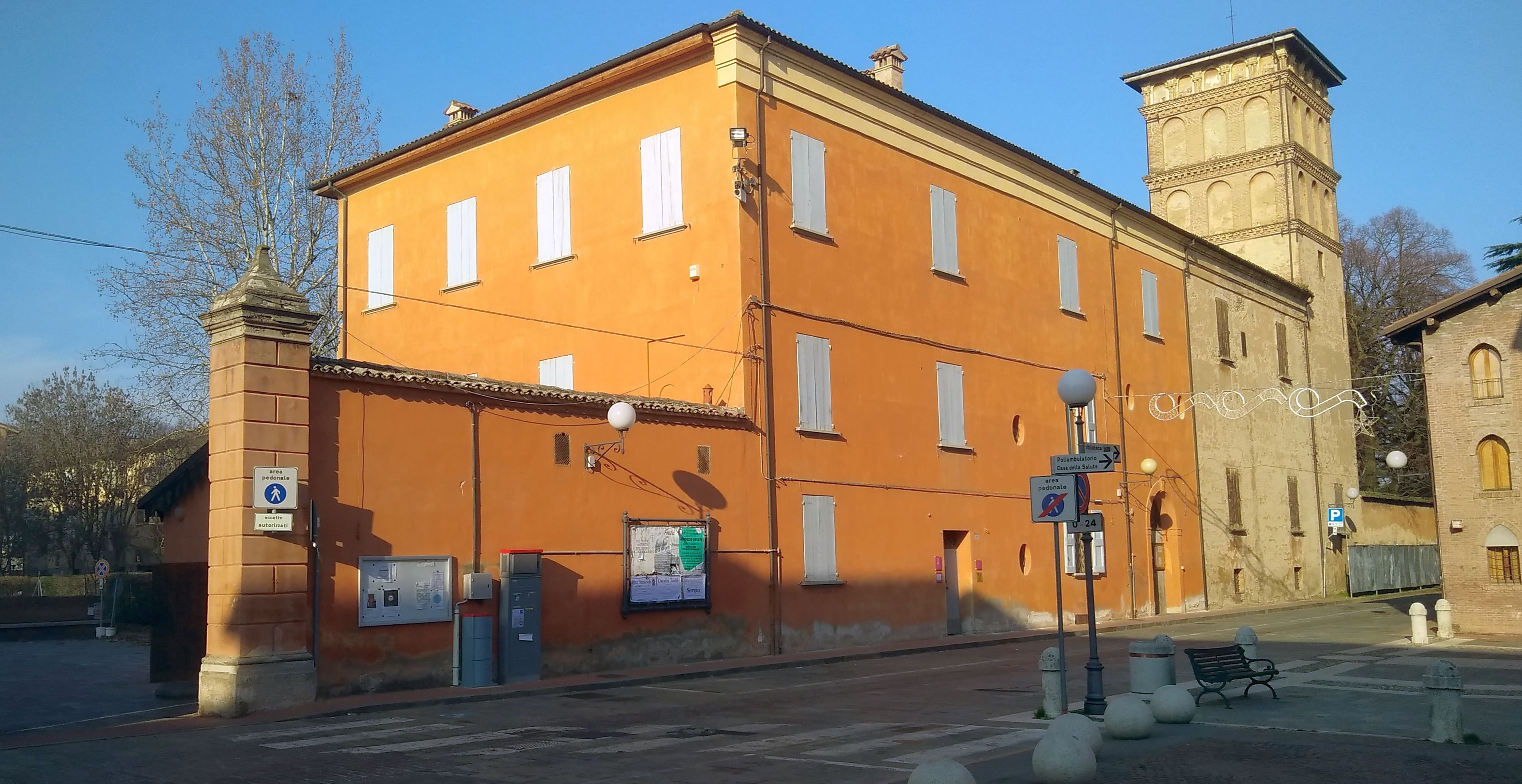